# Specie di Sparassidae
Di seguito sono descritte tutte le specie della famiglia di ragni Sparassidae note al 18 maggio 2008.

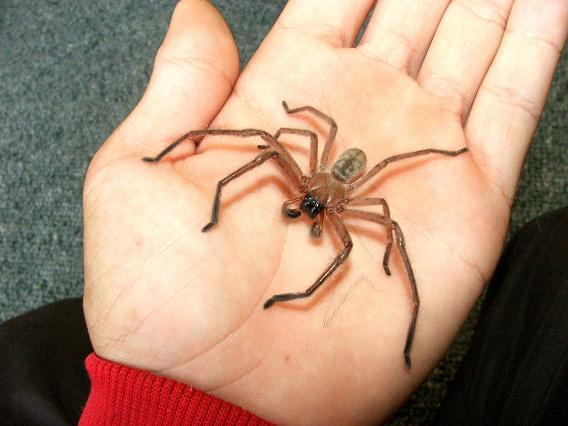
Delena cancerides, maschio

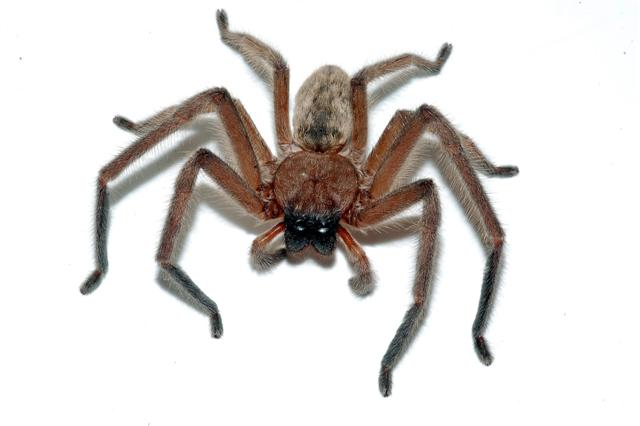
Delena cancerides

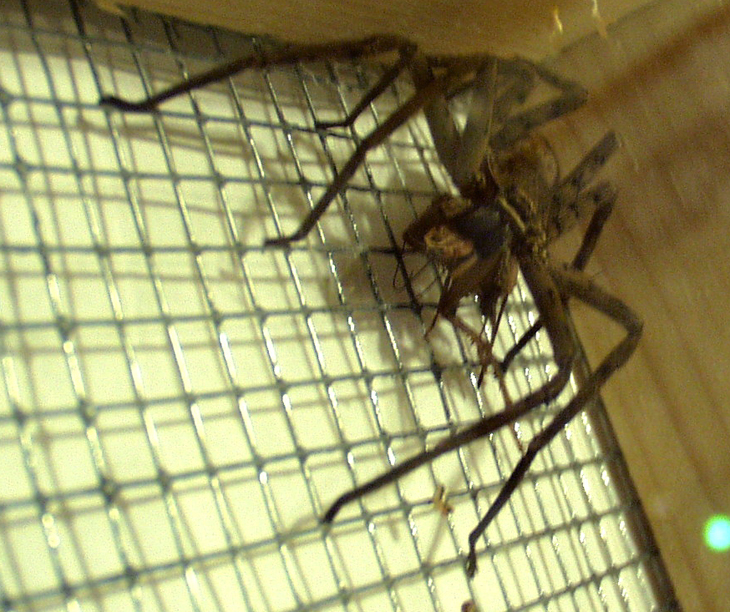
Heteropoda venatoria

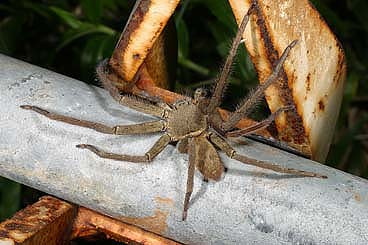
Heteropoda venatoria, femmina

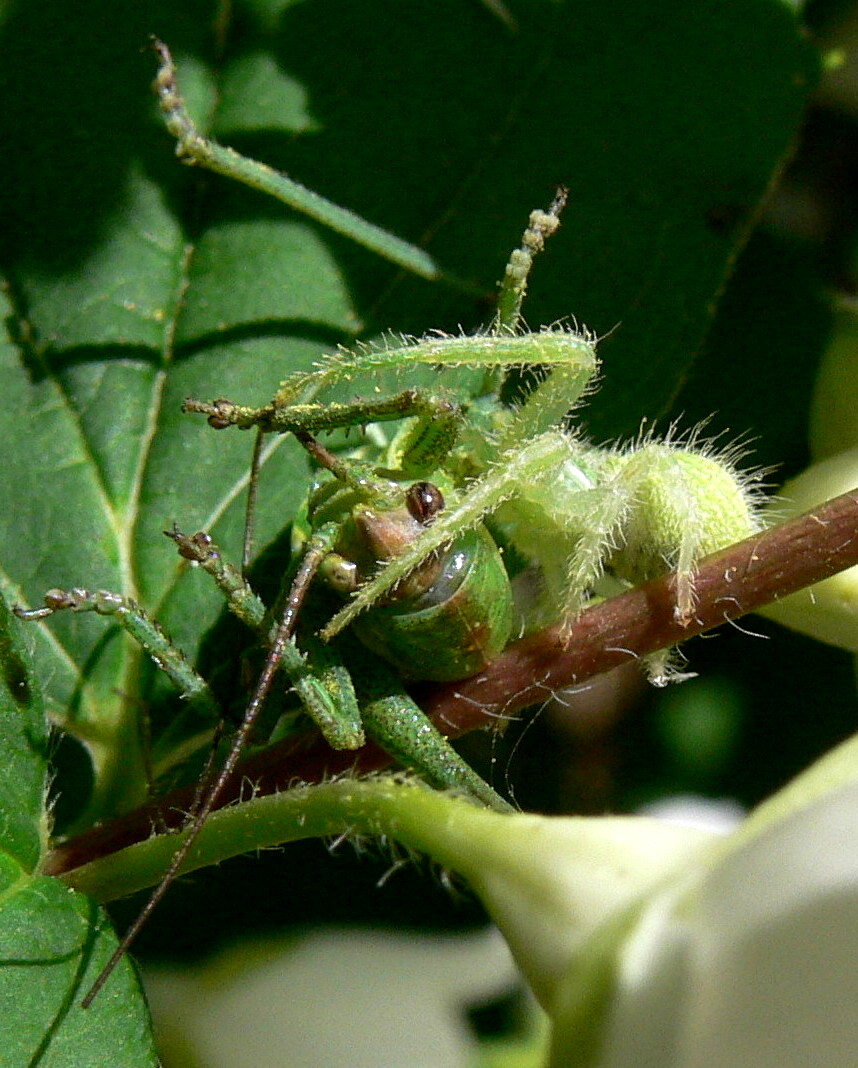
Micrommata virescens a caccia

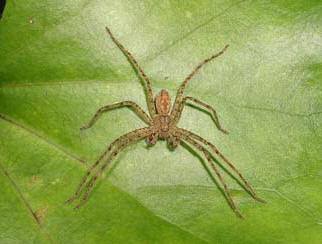
Pseudopoda spirembolus, maschio

## Adcatomus
Adcatomus Karsch, 1880
- Adcatomus ciudadus Karsch, 1880 — Perù

## Anaptomecus
Anaptomecus Simon, 1903
- Anaptomecus longiventris Simon, 1903 — Ecuador
- Anaptomecus rufescens Mello-Leitão, 1940 — Guyana

## Anchognatha
Anchognatha Thorell, 1881
- Anchognatha avida Thorell, 1881 — Queensland

## Anchonastus
Anchonastus Simon, 1898
- Anchonastus caudatus Simon, 1898 — Camerun
- Anchonastus gertschi Lessert, 1946 — Congo
- Anchonastus pilipodus (Strand, 1913) — Africa centrale
- Anchonastus plumosus (Pocock, 1899) — Africa occidentale

## Arandisa
Arandisa Lawrence, 1938
- Arandisa deserticola Lawrence, 1938 — Namibia

## Barylestis
Barylestis Simon, 1910
- Barylestis blaisei (Simon, 1903) — Gabon
- Barylestis fagei (Lessert, 1929) — Congo, Ruanda
- Barylestis insularis Simon, 1910 — Bioko (Golfo di Guinea)
- Barylestis montandoni (Lessert, 1929) — Congo, Uganda
- Barylestis nigripectus Simon, 1910 — Congo
- Barylestis occidentalis (Simon, 1887) — Congo, Uganda, Sudan
- Barylestis peltatus (Strand, 1916) — Africa centrale
- Barylestis scutatus (Pocock, 1903) — Camerun
- Barylestis variatus (Pocock, 1899) — Africa occidentale

## Beregama
Beregama Hirst, 1990
- Beregama aurea (L. Koch, 1875) — Queensland, Nuovo Galles del Sud
- Beregama cordata (L. Koch, 1875) — Nuovo Galles del Sud
- Beregama goliath (Chrysanthus, 1965) — Nuova Guinea
- Beregama herculea (Thorell, 1881) — Nuova Guinea

## Berlandia
Berlandia Lessert, 1921
- Berlandia longipes Lessert, 1921 — Africa orientale
- Berlandia tenebricola Simon & Fage, 1922 — Africa orientale

## Bhutaniella
Bhutaniella Jäger, 2000b
- Bhutaniella dunlopi Jäger, 2001 — Bhutan
- Bhutaniella gruberi Jäger, 2001 — Bhutan
- Bhutaniella haenggii Jäger, 2001 — Bhutan
- Bhutaniella hillyardi Jäger, 2000 — Nepal
- Bhutaniella kronestedti Vedel & Jäger, 2005 — Cina
- Bhutaniella rollardae Jäger, 2001 — Nepal
- Bhutaniella scharffi Vedel & Jäger, 2005 — Cina
- Bhutaniella sikkimensis (Gravely, 1931) — India

## Carparachne
Carparachne Lawrence, 1962
- Carparachne alba Lawrence, 1962 — Namibia
- Carparachne aureoflava Lawrence, 1966 — Namibia

## Cebrennus
Cebrennus Simon, 1880
- Cebrennus aethiopicus Simon, 1880 — Etiopia, Arabia Saudita
- Cebrennus castaneitarsis Simon, 1880 — dall'Algeria ad Israele
- Cebrennus concolor (Denis, 1947) — Egitto
- Cebrennus cultrifer Fage, 1921 — Algeria
- Cebrennus intermedius Jäger, 2000 — Arabia Saudita
- Cebrennus kochi (O. P.-Cambridge, 1872) — Israele
- Cebrennus logunovi Jäger, 2000 — Turkmenistan
- Cebrennus mayri Jäger, 2000 — Oman
- Cebrennus powelli Fage, 1921 — Marocco
- Cebrennus rungsi Jäger, 2000 — Marocco
- Cebrennus tunetanus Simon, 1885 — Tunisia
- Cebrennus villosus (Jézéquel & Junqua, 1966) — Algeria, Tunisia
- Cebrennus wagae (Simon, 1874) — Algeria, Tunisia

## Cerbalus
Cerbalus Simon, 1897
- Cerbalus alegranzaensis Wunderlich, 1992 — Isole Canarie
- Cerbalus aravaensis Levy, 2007 — Israele, Giordania
- Cerbalus ergensis Jäger, 2000 — Tunisia
- Cerbalus negebensis Levy, 1989 — Israele
- Cerbalus pellitus Kritscher, 1960 — Egitto
- Cerbalus psammodes Levy, 1989 — Egitto, Israele
- Cerbalus pulcherrimus (Simon, 1880) — Africa settentrionale
- Cerbalus verneaui (Simon, 1889) — Isole Canarie

## Cercetius
Cercetius Simon, 1902
- Cercetius perezi Simon, 1902 — Somalia, Vicino Oriente

## Chrosioderma
Chrosioderma Simon, 1897
- Chrosioderma albidum Simon, 1897 — Madagascar
- Chrosioderma analalava Silva, 2005 — Madagascar
- Chrosioderma havia Silva, 2005 — Madagascar
- Chrosioderma mahavelona Silva, 2005 — Madagascar
- Chrosioderma mipentinapentina Silva, 2005 — Madagascar
- Chrosioderma namoroka Silva, 2005 — Madagascar
- Chrosioderma ranomafana Silva, 2005 — Madagascar
- Chrosioderma roaloha Silva, 2005 — Madagascar
- Chrosioderma soalala Silva, 2005 — Madagascar

## Clastes
Clastes Walckenaer, 1837
- Clastes freycineti Walckenaer, 1837 — Arcipelago delle Molucche, Nuova Guinea

## Damastes
Damastes Simon, 1880
- Damastes atrignathus Strand, 1908 — Madagascar
- Damastes coquereli Simon, 1880 — Madagascar
  - Damastes coquereli affinis Strand, 1907 — Madagascar
- Damastes decoratus (Simon, 1897) — Madagascar
- Damastes fasciolatus (Simon, 1903) — Madagascar
- Damastes flavomaculatus Simon, 1880 — Madagascar
- Damastes grandidieri Simon, 1880 — Madagascar
- Damastes majungensis Strand, 1907 — Madagascar
- Damastes malagassus (Fage, 1926) — Madagascar
- Damastes malagasus (Karsch, 1881) — Madagascar
- Damastes masculinus Strand, 1908 — Madagascar
- Damastes nigrichelis (Strand, 1907) — Mozambico
- Damastes nossibeensis Strand, 1907 — Madagascar
- Damastes oswaldi Lenz, 1891 — Madagascar
- Damastes pallidus (Schenkel, 1937) — Madagascar
- Damastes sikoranus Strand, 1906 — Madagascar
- Damastes validus (Blackwall, 1877) — Isole Seychelles

## Decaphora
Decaphora Franganillo, 1931
- Decaphora trabiformis Franganillo, 1931 — Cuba

## Defectrix
Defectrix Petrunkevitch, 1925
- Defectrix defectrix Petrunkevitch, 1925 — Panama

## Delena
Delena Walckenaer, 1837

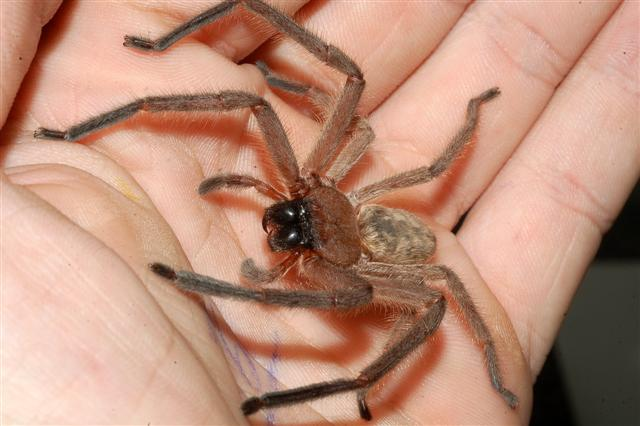
Delena cancerides, femmina

- Delena cancerides Walckenaer, 1837 — Australia, Tasmania
- Delena craboides Walckenaer, 1837 — Australia
- Delena gloriosa (Rainbow, 1917) — Australia meridionale
- Delena nigrifrons (Simon, 1908) — Australia occidentale

## Dermochrosia
Dermochrosia Mello-Leitão, 1940
- Dermochrosia maculatissima Mello-Leitão, 1940 — Brasile

## Eodelena
Eodelena Hogg, 1903
- Eodelena convexa Hirst, 1991 — Australia occidentale
- Eodelena kosciuskoensis Hirst, 1991 — Nuovo Galles del Sud
- Eodelena lapidicola Hirst, 1991 — Australia occidentale
- Eodelena loftiensis Hirst, 1991 — Australia meridionale
- Eodelena melanochelis (Strand, 1913) — Victoria
- Eodelena spenceri Hogg, 1903 — Tasmania, Isole di Re Giorgio (Isole Tuamotu)
- Eodelena tasmaniensis Hirst, 1991 — Tasmania

## Eusparassus
Eusparassus Simon, 1903
- Eusparassus barbarus (Lucas, 1846) — Algeria
- Eusparassus bicorniger (Pocock, 1898) — Egitto, Etiopia, Africa orientale
- Eusparassus concolor Caporiacco, 1939 — Etiopia
- Eusparassus cornipalpis Strand, 1906 — Etiopia
- Eusparassus dufouri Simon, 1932 — Mediterraneo occidentale
  - Eusparassus dufouri atlanticus Simon, 1909 — Marocco
  - Eusparassus dufouri maximus Strand, 1906 — Algeria, Tunisia
- Eusparassus flavovittatus Caporiacco, 1935 — Karakorum
- Eusparassus fulviclypeus Strand, 1906 — Etiopia
- Eusparassus fuscimanus Denis, 1958 — Afghanistan
- Eusparassus laterifuscus Strand, 1908 — Madagascar
- Eusparassus letourneuxi (Simon, 1874) — Algeria, Tunisia
- Eusparassus levantinus Urones, 2006 — Spagna
- Eusparassus lilus Strand, 1907 — Giava
- Eusparassus nanjianensis (Hu & Fu, 1985) — Cina
- Eusparassus nigrichelis Strand, 1906 — Etiopia
- Eusparassus oculatus (Kroneberg, 1875) — Asia centrale
- Eusparassus oraniensis (Lucas, 1846) — Africa settentrionale
- Eusparassus palystiformis Strand, 1907 — Sudafrica
- Eusparassus pontii Caporiacco, 1935 — Karakorum
- Eusparassus potanini (Simon, 1895) — Cina
- Eusparassus quinquedentatus Strand, 1906 — Africa occidentale
- Eusparassus rufobrunneus Caporiacco, 1941 — Etiopia
- Eusparassus sexdentatus Strand, 1906 — Africa occidentale
- Eusparassus shefteli Chamberlin, 1916 — Perù
- Eusparassus subadultus Strand, 1906 — Etiopia
- Eusparassus syrticus Simon, 1909 — Algeria, Tunisia
- Eusparassus ubae Strand, 1906 — Africa orientale
- Eusparassus walckenaeri (Audouin, 1826) — dal Mediterraneo orientale all'Afghanistan

## Exopalystes
Exopalystes Hogg, 1914
- Exopalystes pulchellus Hogg, 1914 — Nuova Guinea

## Geminia
Geminia Thorell, 1897
- Geminia sulphurea Thorell, 1897 — Myanmar

## Gnathopalystes
Gnathopalystes Rainbow, 1899
- Gnathopalystes crucifer (Simon, 1880) — Malaysia o Giava
- Gnathopalystes ferox Rainbow, 1899 — Vanuatu (Polinesia)
- Gnathopalystes ignicomus (L. Koch, 1875) — Nuova Irlanda, Nuova Britannia (Indonesia)
- Gnathopalystes kochi (Simon, 1880) — India, Myanmar, Malaysia, Giava, Sumatra, Borneo
- Gnathopalystes nigriventer (Kulczynski, 1910) — Nuova Guinea, Isole Salomone
- Gnathopalystes nigrocornutus (Merian, 1911) — Celebes
- Gnathopalystes rutilans (Simon, 1899) — Sumatra
- Gnathopalystes taiwanensis Zhu & Tso, 2006 — Taiwan

## Heteropoda
Heteropoda Latreille, 1804
- Heteropoda acuta Davies, 1994 — Queensland
- Heteropoda afghana Roewer, 1962 — Afghanistan, Pakistan, India
- Heteropoda alta Davies, 1994 — Queensland
- Heteropoda altithorax Strand, 1907 — India
- Heteropoda amphora Fox, 1936 — Cina, Hong Kong
- Heteropoda analis Thorell, 1881 — Nuova Guinea
- Heteropoda andamanensis Tikader, 1977 — Isole Andamane
- Heteropoda annulipoda Strand, 1911 — Isole Aru (Arcipelago delle Molucche)
- Heteropoda armillata (Thorell, 1887) — Myanmar, Sumatra
- Heteropoda atollicola Pocock, 1904 — Isole Maldive
- Heteropoda atriventris Chrysanthus, 1965 — Nuova Guinea
- Heteropoda aulica (L. Koch, 1878) — Giappone
- Heteropoda aureola He & Hu, 2000 — Cina
- Heteropoda badiella Roewer, 1951 — Arcipelago delle Molucche
- Heteropoda bellendenker Davies, 1994 — Queensland
- Heteropoda belua Jäger, 2005 — Borneo
- Heteropoda beroni Jäger, 2005 — Celebes
- Heteropoda bhaikakai Patel & Patel, 1973 — India
- Heteropoda bhattacharjeei Saha & Raychaudhuri, 2007 — India
- Heteropoda bifurcula Wang, Chen & Zhu, 2002 — Cina
- Heteropoda bimaculata Thorell, 1878 — Isola Ambon (Arcipelago delle Molucche)
- Heteropoda binnaburra Davies, 1994 — Queensland, Nuovo Galles del Sud
- Heteropoda bivittata Thorell, 1877 — Celebes
- Heteropoda boiei (Doleschall, 1859) — Malaysia, Giava, Sumatra
- Heteropoda bonthainensis Merian, 1911 — Celebes
- Heteropoda borneensis (Thorell, 1890) — Borneo
- Heteropoda boutani (Simon, 1906) — Vietnam
- Heteropoda bulburin Davies, 1994 — Queensland
- Heteropoda buxa Saha, Biswas & Raychaudhuri, 1995 — India
- Heteropoda camelia Strand, 1914 — Colombia
- Heteropoda cavernicola Davies, 1994 — Australia occidentale
- Heteropoda cervina (L. Koch, 1875) — Queensland
- Heteropoda chelata (Strand, 1911) — Nuova Guinea
  - Heteropoda chelata vittichelis (Strand, 1911) — Nuova Guinea
- Heteropoda chengbuensis Wang, 1990 — Cina
- Heteropoda conwayensis Davies, 1994 — Queensland
- Heteropoda cooki Davies, 1994 — Queensland
- Heteropoda cooloola Davies, 1994 — Queensland
- Heteropoda crassa Simon, 1880 — Giava
- Heteropoda crediton Davies, 1994 — Queensland
- Heteropoda cyanichelis Strand, 1907 — Giava
- Heteropoda cyanognatha Thorell, 1881 — Isola Yule (Papua Nuova Guinea)
- Heteropoda cyperusiria Barrion & Litsinger, 1995 — Filippine
- Heteropoda dagmarae Jäger & Vedel, 2005 — Laos
- Heteropoda dasyurina (Hogg, 1914) — Nuova Guinea
- Heteropoda davidbowie Jäger, 2009 - Malesia
- Heteropoda debalae Biswas & Roy, 2005 — India
- Heteropoda debilis (L. Koch, 1875) — Samoa
- Heteropoda denticulata Saha & Raychaudhuri, 2007 — India
- Heteropoda distincta Davies, 1994 — Queensland, Nuovo Galles del Sud
- Heteropoda elatana Strand, 1911 — Isole Aru (Arcipelago delle Molucche), Isole Kei
- Heteropoda eluta Karsch, 1891 — Sri Lanka
- Heteropoda emarginativulva Strand, 1907 — India
- Heteropoda erythra Chrysanthus, 1965 — Nuova Guinea
- Heteropoda eungella Davies, 1994 — Queensland
- Heteropoda fabrei Simon, 1885 — India
- Heteropoda fischeri Jäger, 2005 — India
- Heteropoda flavocephala Merian, 1911 — Celebes
- Heteropoda furva Thorell, 1890 — Malaysia
- Heteropoda garciai Barrion & Litsinger, 1995 — Filippine
- Heteropoda gemella Simon, 1877 — Filippine
- Heteropoda goonaneman Davies, 1994 — Queensland
- Heteropoda gordonensis Davies, 1994 — Queensland
- Heteropoda gourae Monga, Sadana & Singh, 1988 — India
- Heteropoda graaflandi Strand, 1907 — Giava
- Heteropoda grooteeylandt Davies, 1994 — Territorio del Nord (Australia)
- Heteropoda gyirongensis Hu & Li, 1987 — Cina
- Heteropoda hainanensis Li, 1991 — Cina
- Heteropoda hampsoni Pocock, 1901 — India
- Heteropoda hermitis (Hogg, 1914) — Australia occidentale
- Heteropoda hillerae Davies, 1994 — Queensland
- Heteropoda holoventris Davies, 1994 — Queensland
- Heteropoda hosei Pocock, 1897 — Borneo
- Heteropoda hupingensis Peng & Yin, 2001 — Cina
- Heteropoda ignichelis (Simon, 1880) — Vietnam, Giava, Borneo
- Heteropoda imbecilla Thorell, 1892 — Malaysia, Sumatra
- Heteropoda invicta (L. Koch, 1878) — Giappone
- Heteropoda jacobi Strand, 1911 — Nuova Guinea
- Heteropoda javana (Simon, 1880) — Giava, Sumatra
- Heteropoda jiangxiensis Li, 1991 — Cina
- Heteropoda jugulans (L. Koch, 1876) — Queensland
- Heteropoda kabaenae Strand, 1911 — Arcipelago delle Bismarck
- Heteropoda kalbarri Davies, 1994 — Australia occidentale
- Heteropoda kandiana Pocock, 1899 — India, Sri Lanka
- Heteropoda kobroorica Strand, 1911 — Isole Aru (Arcipelago delle Molucche)
- Heteropoda kuekenthali Pocock, 1897 — Arcipelago delle Molucche
- Heteropoda kuluensis Sethi & Tikader, 1988 — India
- Heteropoda languida Simon, 1887 — Myanmar
- Heteropoda lashbrooki (Hogg, 1922) — Vietnam
- Heteropoda lentula Pocock, 1901 — India
- Heteropoda leprosa Simon, 1884 — India, Myanmar, Malaysia
- Heteropoda leptoscelis Thorell, 1892 — Sumatra
- Heteropoda lindbergi Roewer, 1962 — Afghanistan
- Heteropoda listeri Pocock, 1900 — Isole Christmas
- Heteropoda longipes (L. Koch, 1875) — Nuovo Galles del Sud

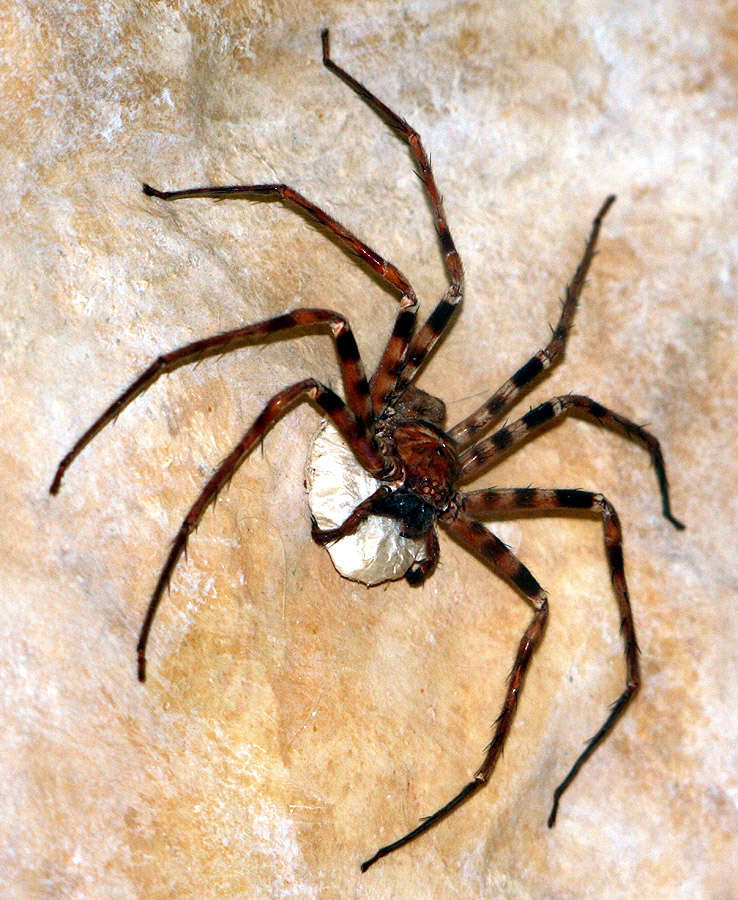
Heteropoda maxima con sacco ovigero

- Heteropoda lunula (Doleschall, 1857) — dall'India al Vietnam, Malaysia, Giava, Sumatra, Borneo
- Heteropoda luwuensis Merian, 1911 — Celebes
- Heteropoda malitiosa Simon, 1906 — India
- Heteropoda manni (Strand, 1906) — Nigeria
- Heteropoda marillana Davies, 1994 — Australia occidentale
- Heteropoda martusa Jäger, 2000 — Sumatra
- Heteropoda maxima Jäger, 2001 — Laos
- Heteropoda mecistopus Pocock, 1898 — Isole Salomone
- Heteropoda mediocris Simon, 1880 — Giava, Nuova Guinea
- Heteropoda merkarensis Strand, 1907 — India
- Heteropoda meticulosa Simon, 1880 — Perù
- Heteropoda minahassae Merian, 1911 — Celebes
- Heteropoda mindiptanensis Chrysanthus, 1965 — Nuova Guinea
- Heteropoda modiglianii Thorell, 1890 — Giava
- Heteropoda monroei Davies, 1994 — Queensland
- Heteropoda montana Merian, 1911 — Celebes
- Heteropoda monteithi Davies, 1994 — Queensland
- Heteropoda mossman Davies, 1994 — Queensland
- Heteropoda murina (Pocock, 1897) — Borneo
- Heteropoda muscicapa Strand, 1911 — Nuova Guinea
- Heteropoda nagarigoon Davies, 1994 — Queensland, Nuovo Galles del Sud
- Heteropoda natans Jäger, 2005 — Borneo
- Heteropoda nebulosa Thorell, 1890 — Malaysia
- Heteropoda nicki Strand, 1915 — Sumatra, Giava
  - Heteropoda nicki quala Strand, 1915 — Sumatra
- Heteropoda nicobarensis Tikader, 1977 — Isole Nicobare
- Heteropoda nigriventer Pocock, 1897 — Celebes
- Heteropoda nilgirina Pocock, 1901 — India
- Heteropoda nirounensis (Simon, 1903) — India, Sumatra
- Heteropoda nobilis (L. Koch, 1875) — Nuove Ebridi, Australia, Polinesia
- Heteropoda novaguineensis Strand, 1911 — Nuova Guinea
- Heteropoda nyalama Hu & Li, 1987 — Cina
- Heteropoda obtusa Thorell, 1890 — Borneo
- Heteropoda ocyalina (Simon, 1887) — Giava, Sumatra
- Heteropoda panaretiformis Strand, 1906 — Sumatra
- Heteropoda parva Jäger, 2000 — Malaysia
- Heteropoda pedata Strand, 1907 — India
  - Heteropoda pedata magna Strand, 1909 — India
- Heteropoda phasma Simon, 1897 — India
- Heteropoda pingtungensis Zhu & Tso, 2006 — Taiwan
- Heteropoda planiceps (Pocock, 1897) — Arcipelago delle Molucche
- Heteropoda plebeja Thorell, 1887 — Myanmar
- Heteropoda pressula Simon, 1886 — Vietnam
- Heteropoda procera (L. Koch, 1867) — Queensland, Nuovo Galles del Sud
- Heteropoda pumilla Keyserling, 1880 — Colombia
- Heteropoda raveni Davies, 1994 — Queensland
- Heteropoda renibulbis Davies, 1994 — Australia occidentale, Territorio del Nord (Australia), Queensland
- Heteropoda robusta Fage, 1924 — India
- Heteropoda rosea Karsch, 1879 — Colombia
- Heteropoda rubra Chrysanthus, 1965 — Nuova Guinea
- Heteropoda rufognatha Strand, 1907 — India
- Heteropoda rundle Davies, 1994 — Queensland
- Heteropoda ruricola Thorell, 1881 — Nuova Guinea
- Heteropoda sarotoides Järvi, 1914 — Nuova Guinea
- Heteropoda sartrix (L. Koch, 1865) — Australia

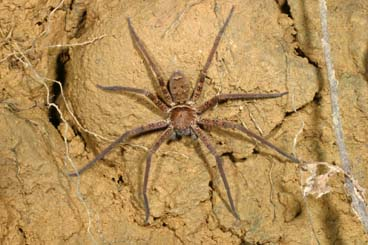
Heteropoda simplex, femmina

- Heteropoda schlaginhaufeni Strand, 1911 — Nuova Guinea
- Heteropoda schwendingeri Jäger, 2005 — Thailandia
- Heteropoda sexpunctata Simon, 1885 — India, Malaysia
- Heteropoda shillongensis Sethi & Tikader, 1988 — India
- Heteropoda signata Thorell, 1890 — Sumatra
- Heteropoda silvatica Davies, 1994 — Queensland
- Heteropoda simplex Jäger & Ono, 2000 — Isole Ryukyu
- Heteropoda speciosus (Pocock, 1898) — Isole Salomone
- Heteropoda spenceri Davies, 1994 — Territorio del Nord (Australia)
- Heteropoda spinipes (Pocock, 1897) — Arcipelago delle Molucche
- Heteropoda spurgeon Davies, 1994 — Queensland
- Heteropoda squamacea Wang, 1990 — Cina
- Heteropoda straminea Kundu, Biswas & Raychaudhuri, 1999 — India
- Heteropoda strandi Jäger, 2002 — Sumatra
- Heteropoda strasseni Strand, 1915 — Giava
- Heteropoda striata Merian, 1911 — Celebes
- Heteropoda striatipes (Leardi, 1902) — India
- Heteropoda submaculata Thorell, 1881 — Nuova Guinea
  - Heteropoda submaculata torricelliana Strand, 1911 — Nuova Guinea
- Heteropoda subplebeia Strand, 1907 — India

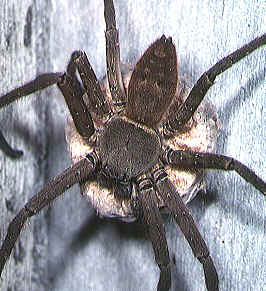
Heteropoda venatoria, femmina con sacco ovigero

- Heteropoda subtilis Karsch, 1891 — Sri Lanka
- Heteropoda sumatrana Thorell, 1890 — Isole della Sonda, Arcipelago delle Molucche, Nuova Guinea
  - Heteropoda sumatrana javacola Strand, 1907 — Giava
  - Heteropoda sumatrana montana Thorell, 1890 — Sumatra
- Heteropoda teranganica Strand, 1911 — Isole Aru (Arcipelago delle Molucche)
- Heteropoda tetrica Thorell, 1897 — Myanmar, Laos, Thailandia
- Heteropoda thoracica (C. L. Koch, 1845) — Sumatra, Giava, Isola Ambon (Arcipelago delle Molucche)
- Heteropoda tokarensis Yaginuma, 1961 — Giappone
- Heteropoda truncus (McCook, 1878) — Giappone
- Heteropoda umbrata Karsch, 1891 — Sri Lanka
- Heteropoda variegata (Simon, 1874) — dalla Grecia ad Israele
- Heteropoda veiliana Strand, 1907 — India
- Heteropoda venatoria (Linnaeus, 1767) — Zona fra i due tropici
  - Heteropoda venatoria chinesica Strand, 1907 — Cina
  - Heteropoda venatoria emarginata Thorell, 1881 — Sumatra
  - Heteropoda venatoria foveolata Thorell, 1881 — Nuova Guinea, Isola Yule (Papua Nuova Guinea)
  - Heteropoda venatoria japonica Strand, 1907 — Cina, Giappone

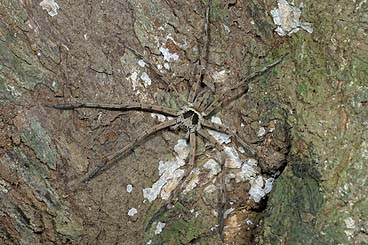
Heteropoda venatoria, maschio

- - Heteropoda venatoria maculipes Strand, 1907 — Cina, Giappone
  - Heteropoda venatoria pseudomarginata Strand, 1909 — Giava
- Heteropoda vespersa Davies, 1994 — Queensland
- Heteropoda warrumbungle Davies, 1994 — Nuovo Galles del Sud
- Heteropoda warthiana Strand, 1907 — India
- Heteropoda willunga Davies, 1994 — Queensland

## Holconia
Holconia Thorell, 1877
- Holconia colberti Hirst, 1991 — Victoria
- Holconia flindersi Hirst, 1991 — Australia meridionale, Victoria, Nuovo Galles del Sud

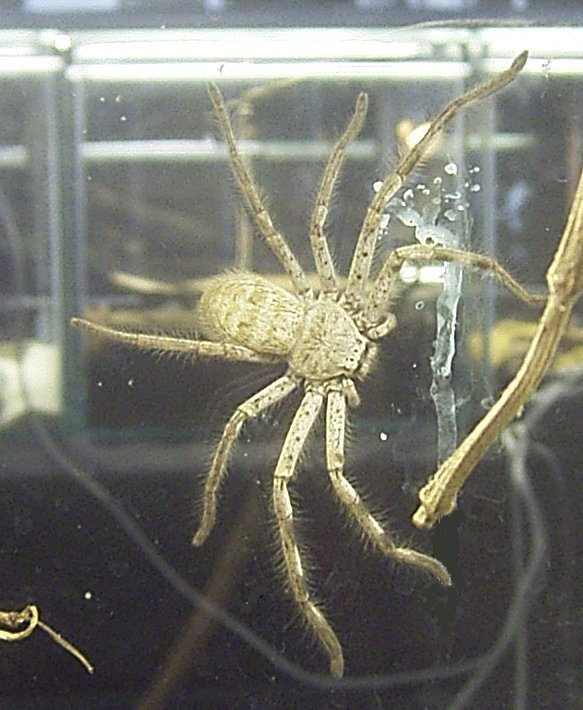
Holconia insignis

- Holconia hirsuta (L. Koch, 1875) — Queensland
- Holconia immanis (L. Koch, 1867) — Australia
- Holconia insignis (Thorell, 1870) — Queensland, Nuovo Galles del Sud
- Holconia murrayensis Hirst, 1991 — Australia meridionale, Victoria, Nuovo Galles del Sud
- Holconia neglecta Hirst, 1991 — Australia occidentale, Territorio del Nord (Australia)
- Holconia nigrigularis (Simon, 1908) — Australia
- Holconia westralia Hirst, 1991 — Australia occidentale

## Irileka
Irileka Hirst, 1998
- Irileka iridescens Hirst, 1998 — Australia occidentale

## Isopeda
Isopeda L. Koch, 1875
- Isopeda alpina Hirst, 1992 — Nuovo Galles del Sud, Victoria
- Isopeda binnaburra Hirst, 1992 — Queensland
- Isopeda brachyseta Hirst, 1992 — Nuovo Galles del Sud
- Isopeda canberrana Hirst, 1992 — Nuovo Galles del Sud, Victoria
- Isopeda catmona Barrion & Litsinger, 1995 — Filippine
- Isopeda deianira (Thorell, 1881) — Nuova Guinea
- Isopeda echuca Hirst, 1992 — Nuovo Galles del Sud, Victoria
- Isopeda girraween Hirst, 1992 — Queensland
- Isopeda igraya Barrion & Litsinger, 1995 — Filippine
- Isopeda leishmanni Hogg, 1903 — Australia occidentale, Australia meridionale, Victoria
  - Isopeda leishmanni hoggi Simon, 1908 — Australia occidentale
- Isopeda magna Hirst, 1992 — Australia occidentale, Australia meridionale
- Isopeda montana Hogg, 1903 — Australia meridionale, Victoria
- Isopeda neocaledonica Berland, 1924 — Nuova Caledonia
- Isopeda parnabyi Hirst, 1992 — Queensland, Nuovo Galles del Sud
- Isopeda prolata Hirst, 1992 — Nuovo Galles del Sud, Victoria
- Isopeda queenslandensis Hirst, 1992 — Queensland, Nuovo Galles del Sud
- Isopeda subalpina Hirst, 1992 — Victoria
- Isopeda sungaya Barrion & Litsinger, 1995 — Filippine
- Isopeda vasta (L. Koch, 1867) — Queensland
- Isopeda villosa L. Koch, 1875 — Nuovo Galles del Sud
- Isopeda woodwardi Hogg, 1903 — Australia meridionale

## Isopedella
Isopedella Hirst, 1990
- Isopedella ambathala Hirst, 1993 — Queensland, Australia meridionale
- Isopedella cana (Simon, 1908) — Australia occidentale, Australia meridionale
- Isopedella castanea Hirst, 1993 — Australia occidentale
- Isopedella cerina Hirst, 1993 — Queensland
- Isopedella cerussata (Simon, 1908) — Australia
- Isopedella conspersa (L. Koch, 1875) — Queensland, Territorio del Nord (Australia)
- Isopedella flavida (L. Koch, 1875) — Queensland, Nuovo Galles del Sud
- Isopedella frenchi (Hogg, 1903) — Victoria, Australia meridionale
- Isopedella gibsandi Hirst, 1993 — Australia occidentale
- Isopedella inola (Strand, 1913) — Australia
  - Isopedella inola carinatula (Strand, 1913) — Australia centrale
- Isopedella leai (Hogg, 1903) — Australia meridionale
- Isopedella maculosa Hirst, 1993 — Australia occidentale
- Isopedella meraukensis (Chrysanthus, 1965) — Nuova Guinea, Queensland, Territorio del Nord (Australia)
- Isopedella pessleri (Thorell, 1870) — Nuovo Galles del Sud, Victoria
- Isopedella saundersi (Hogg, 1903) — Australia
- Isopedella terangana (Strand, 1911) — Isole Aru (Arcipelago delle Molucche)
- Isopedella tindalei Hirst, 1993 — Australia
- Isopedella victorialis Hirst, 1993 — Victoria

## Keilira
Keilira Hirst, 1989
- Keilira sokoli Hirst, 1989 — Victoria
- Keilira sparsomaculata Hirst, 1989 — Australia meridionale

## Leucorchestris
Leucorchestris Lawrence, 1962
- Leucorchestris alexandrina Lawrence, 1966 — Angola
- Leucorchestris arenicola Lawrence, 1962 — Namibia
- Leucorchestris flavimarginata Lawrence, 1966 — Namibia
- Leucorchestris kochi Lawrence, 1965 — Namibia
- Leucorchestris porti Lawrence, 1965 — Namibia
- Leucorchestris sabulosa Lawrence, 1966 — Namibia
- Leucorchestris setifrons Lawrence, 1966 — Angola
- Leucorchestris steyni Lawrence, 1965 — Namibia

## Macrinus
Macrinus Simon, 1887
- Macrinus jaegeri Rheims, 2007 — Brasile
- Macrinus milleri Caporiacco, 1955 — Venezuela
- Macrinus pollexensis (Schenkel, 1953) — Venezuela, Brasile
- Macrinus succineus Simon, 1887 — dall'Ecuador al Brasile

## Martensopoda
Martensopoda Jäger, 2006
- Martensopoda minuscula (Reimoser, 1934) — India
- Martensopoda transversa Jäger, 2006 — India

## Megaloremmius
Megaloremmius Simon, 1903
- Megaloremmius leo Simon, 1903 — Madagascar

## Micrommata
Micrommata Latreille, 1804

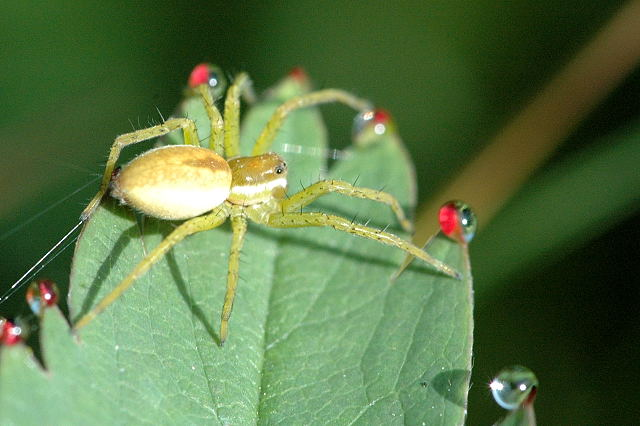
Micrommata virescens, femmina

- Micrommata aljibica Urones, 2004 — Spagna
- Micrommata aragonensis Urones, 2004 — Spagna
- Micrommata darlingi Pocock, 1901 — Sudafrica
- Micrommata formosa Pavesi, 1878 — dall'Algeria ad Israele
- Micrommata ligurina (C. L. Koch, 1845) — dal Mediterraneo all'Asia centrale
- Micrommata virescens (Clerck, 1757) — Regione paleartica
  - Micrommata virescens ornata (Walckenaer, 1802) — Europa, Siria, Israele

## Microrchestris
Microrchestris Lawrence, 1962
- Microrchestris melanogaster Lawrence, 1962 — Namibia
- Microrchestris scutatus Lawrence, 1966 — Namibia

## Neosparassus
Neosparassus Hogg, 1903
- Neosparassus calligaster (Thorell, 1870) — Australia
- Neosparassus conspicuus (L. Koch, 1875) — Queensland
- Neosparassus diana (L. Koch, 1875) — Australia occidentale, Victoria, Tasmania
- Neosparassus festivus (L. Koch, 1875) — Nuovo Galles del Sud
- Neosparassus haemorrhoidalis (L. Koch, 1875) — Nuovo Galles del Sud
- Neosparassus incomtus (L. Koch, 1875) — Nuovo Galles del Sud
- Neosparassus inframaculatus (Hogg, 1896) — Australia centrale
- Neosparassus macilentus (L. Koch, 1875) — Queensland, Victoria
- Neosparassus magareyi Hogg, 1903 — Australia
- Neosparassus nitellinus (L. Koch, 1875) — Queensland
- Neosparassus pallidus (L. Koch, 1875) — Queensland
- Neosparassus patellatus (Karsch, 1878) — Tasmania
- Neosparassus pictus (L. Koch, 1875) — Queensland
- Neosparassus praeclarus (L. Koch, 1875) — Queensland
- Neosparassus punctatus (L. Koch, 1865) — Australia
- Neosparassus rutilus (L. Koch, 1875) — Queensland
- Neosparassus salacius (L. Koch, 1875) — Queensland, Nuovo Galles del Sud
- Neosparassus thoracicus Hogg, 1903 — Australia settentrionale

## Nisueta
Nisueta Simon, 1880
- Nisueta affinis Strand, 1906 — Sudan
- Nisueta flavescens Caporiacco, 1941 — Etiopia
- Nisueta kolosvaryi Caporiacco, 1947 — Etiopia
- Nisueta quadrispilota Simon, 1880 — Zanzibar
- Nisueta similis Berland, 1922 — Etiopia

## Nolavia
Nolavia Kammerer, 2006
- Nolavia rubriventris (Piza, 1939) — Brasile

## Nonianus
Nonianus Simon, 1885
- Nonianus gaujoni Simon, 1897 — Ecuador
- Nonianus pictus Simon, 1885 — dall'Algeria ad Israele
- Nonianus unilateralis Strand, 1908 — Perù

## Olios
Olios Walckenaer, 1837

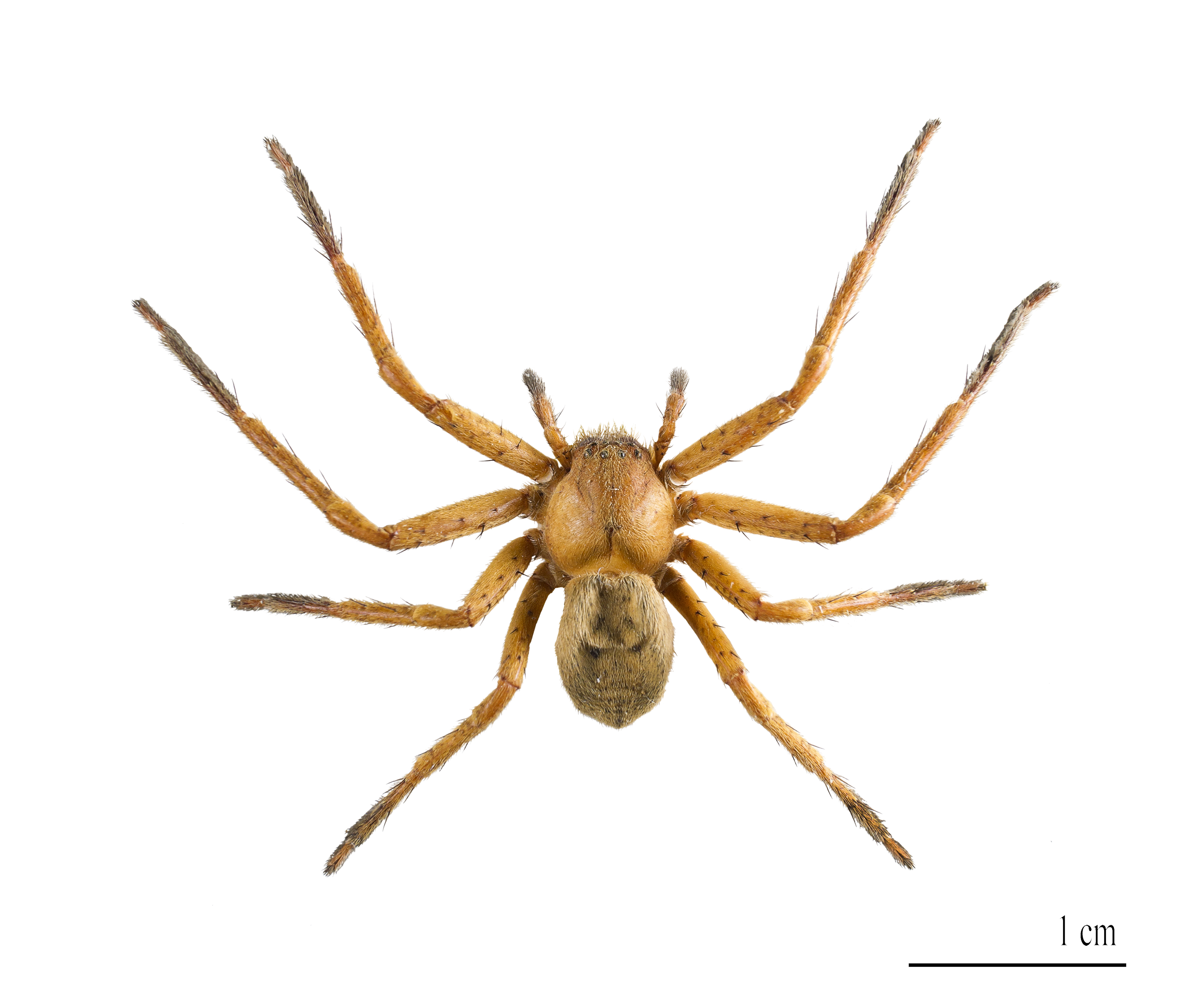
Olios argelasius

- Olios abnormis (Blackwall, 1866) — Africa centrale
- Olios acolastus (Thorell, 1890) — Sumatra
- Olios acostae Schenkel, 1953 — Venezuela
- Olios actaeon (Pocock, 1899) — Nuova Britannia (Indonesia)
- Olios admiratus (Pocock, 1901) — India
- Olios africanus (Karsch, 1878) — Mozambico
- Olios albertius Strand, 1913 — Africa centrale
- Olios albinus Fox, 1937 — USA
- Olios albus Mello-Leitão, 1918 — Brasile
- Olios alluaudi Simon, 1887 — Costa d'Avorio
- Olios amanensis Strand, 1907 — Africa orientale
- Olios annandalei (Simon, 1901) — Malaysia
- Olios annulatus (F. O. P.-Cambridge, 1900) — Messico
- Olios antiguensis (Keyserling, 1880) — Indie Occidentali
  - Olios antiguensis columbiensis Schmidt, 1971 — Colombia
- Olios argelasius (Walckenaer, 1805) — Mediterraneo
- Olios aristophanei Lessert, 1936 — Mozambico
- Olios artemis Hogg, 1916 — Nuova Guinea
- Olios atomarius Simon, 1880 — Perù
- Olios attractus Petrunkevitch, 1911 — Brasile
- Olios audax (Banks, 1909) — Costa Rica
- Olios aurantiacus Mello-Leitão, 1918 — Brasile
- Olios auricomis (Simon, 1880) — Zanzibar
- Olios banananus Strand, 1916 — Congo
- Olios batesi (Pocock, 1899) — Camerun
- Olios baulnyi (Simon, 1874) — Marocco, Senegal, Sudan
- Olios benitensis (Pocock, 1899) — Camerun
- Olios berlandi Roewer, 1951 — Nuova Caledonia
- Olios bhavnagarensis Sethi & Tikader, 1988 — India
- Olios biarmatus Lessert, 1925 — Sudafrica
- Olios bibranchiatus Fox, 1937 — USA
- Olios bicolor Banks, 1914 — Porto Rico
- Olios bivittatus Roewer, 1951 — Guyana
- Olios bombilius (F. O. P.-Cambridge, 1899) — Perù
- Olios brachycephalus Lawrence, 1938 — Sudafrica
- Olios bungarensis Strand, 1913 — Sumatra
- Olios canalae Berland, 1924 — Nuova Caledonia
- Olios canariensis (Lucas, 1838) — Isole Canarie
- Olios caprinus Mello-Leitão, 1918 — Brasile
- Olios cayanus Taczanowski, 1872 — Brasile, Guiana francese
- Olios ceylonicus (Leardi, 1902) — Sri Lanka
- Olios chelifer Lawrence, 1937 — Sudafrica
- Olios chiracanthiformis (Strand, 1906) — Etiopia
- Olios chubbi Lessert, 1923 — Sudafrica
- Olios clarus (Keyserling, 1880) — Messico
- Olios claviger (Pocock, 1901) — Sudafrica
- Olios coccineiventris (Simon, 1880) — Arcipelago delle Molucche, Nuova Guinea
- Olios coenobitus Fage, 1926 — Madagascar
- Olios conspersipes (Thorell, 1899) — Camerun
- Olios corallinus Schmidt, 1971 — Ecuador
- Olios correvoni Lessert, 1921 — Africa orientale
  - Olios correvoni choupangensis Lessert, 1936 — Mozambico
  - Olios correvoni nigrifrons Lawrence, 1928 — Africa meridionale
- Olios crassus (Banks, 1909) — Costa Rica
- Olios croseiceps (Pocock, 1898) — Malawi
- Olios cursor (Thorell, 1894) — Malaysia
- Olios darlingi (Pocock, 1901) — Sudafrica
- Olios darlingtoni Bryant, 1942 — Porto Rico
- Olios debilipes Mello-Leitão, 1945 — Argentina
- Olios derasus (C. L. Koch, 1845) — Sudafrica
- Olios detritus (C. L. Koch, 1845) — Sudafrica
- Olios digitalis Eydoux & Souleyet, 1841 — sconosciuto
- Olios discolorichelis Caporiacco, 1947 — Guyana
- Olios durlaviae Biswas & Raychaudhuri, 2005 — Bangladesh
- Olios ensiger (F. O. P.-Cambridge, 1900) — Messico
- Olios erraticus Fage, 1926 — Madagascar
- Olios erroneus O. P.-Cambridge, 1890 — dal Guatemala al Venezuela
- Olios extensus Berland, 1924 — Nuova Caledonia
- Olios exterritorialis Strand, 1907 — Giava o Ceram (Arcipelago delle Molucche)
- Olios faesi Lessert, 1933 — Angola
- Olios fasciatus (Keyserling, 1880) — Perù, Brasile
- Olios fasciculatus Simon, 1880 — USA, Messico
- Olios fasciiventris Simon, 1880 — Zanzibar
- Olios feldmanni Strand, 1915 — Camerun
- Olios ferox (Thorell, 1892) — Indonesia o Australia
- Olios ferrugineus (C. L. Koch, 1836) — Messico, Guatemala, Brasile
- Olios fimbriatus Chrysanthus, 1965 — Nuova Guinea
- Olios flavens Nicolet, 1849 — Cile
- Olios flavidus (O. P.-Cambridge, 1885) — Yarkand (Cina)
- Olios floweri Lessert, 1921 — Etiopia, Africa orientale
- Olios fonticola (Pocock, 1902) — Sudafrica
- Olios formosus Banks, 1929 — Panama
- Olios foxi Roewer, 1951 — USA
- Olios francoisi (Simon, 1898) — Isole della Lealtà
- Olios franklinus Walckenaer, 1837 — USA
- Olios freyi Lessert, 1929 — Congo
- Olios fugax (O. P.-Cambridge, 1885) — Pakistan, Yarkand (Cina)
- Olios fugiens (O. P.-Cambridge, 1890) — Guatemala
- Olios fuhrmanni Strand, 1914 — Isola di Saint Thomas
- Olios fuligineus (Pocock, 1901) — India
- Olios fulvithorax Berland, 1924 — Nuova Caledonia
- Olios furcatus Lawrence, 1927 — Namibia
- Olios fuscovariatus Mello-Leitão, 1943 — Brasile
- Olios galapagoensis Banks, 1902 — Isole Galapagos
- Olios gentilis (Karsch, 1879) — Africa occidentale
- Olios giganteus Keyserling, 1884 — USA, Messico
- Olios gracilipes Taczanowski, 1872 — Perù, Guiana francese
- Olios grapsus Walckenaer, 1837 — Australia
- Olios gravelyi Sethi & Tikader, 1988 — India
- Olios greeni (Pocock, 1901) — Sri Lanka
- Olios guatemalensis Keyserling, 1887 — Guatemala
- Olios guineibius Strand, 1911 — Nuova Guinea
- Olios guttipes (Simon, 1897) — Sudafrica
- Olios hampsoni (Pocock, 1901) — India
- Olios helvus (Keyserling, 1880) — Colombia
- Olios hirtus (Karsch, 1879) — Sri Lanka
- Olios hoplites Caporiacco, 1941 — Etiopia
- Olios humboldtianus Berland, 1924 — Nuova Caledonia
- Olios hyeroglyphicus Mello-Leitão, 1918 — Brasile
- Olios inaequipes (Simon, 1890) — Isole della Sonda
- Olios insignifer Chrysanthus, 1965 — Nuova Guinea
- Olios insulanus (Thorell, 1881) — Isole Kei
- Olios iranii (Pocock, 1901) — Pakistan, India
- Olios isongonis Strand, 1915 — Camerun
- Olios ituricus Strand, 1913 — Africa centrale
- Olios jaldaparaensis Saha & Raychaudhuri, 2007 — India
- Olios japonicus Jäger & Ono, 2000 — Isole Ryukyu
- Olios kassenjicola Strand, 1916 — Africa centrale
- Olios keyserlingi (Simon, 1880) — Brasile
- Olios kiranae Sethi & Tikader, 1988 — India
- Olios kruegeri (Simon, 1897) — Sudafrica
- Olios lacticolor Lawrence, 1952 — Sudafrica
- Olios laevatus (Simon, 1897) — Etiopia
- Olios lamarcki (Latreille, 1806) — dal Madagascar allo Sri Lanka, India
  - Olios lamarcki taprobanicus Strand, 1913 — Sri Lanka
- Olios lepidus Vellard, 1924 — Brasile
- Olios longespinus Caporiacco, 1947 — Africa orientale
- Olios longipedatus Roewer, 1951 — Brasile
- Olios longipedes Roewer, 1951 — Sudan
- Olios luctuosus Banks, 1898 — Messico
- Olios lutescens (Thorell, 1894) — Pakistan, Myanmar, Sumatra, Giava
- Olios luteus (Keyserling, 1880) — Perù
- Olios machadoi Lawrence, 1952 — Sudafrica
- Olios macroepigynus Soares, 1944 — Brasile
- Olios maculatus (Blackwall, 1862) — Brasile, Indie Occidentali
- Olios maculinotatus Strand, 1909 — Sudafrica
- Olios mahabangkawitus Barrion & Litsinger, 1995 — Filippine
- Olios malagassus Strand, 1907 — Madagascar
  - Olios malagassus septifer Strand, 1908 — Madagascar
- Olios manifestus O. P.-Cambridge, 1890 — Guatemala
- Olios marshalli (Pocock, 1898) — Sudafrica
- Olios mathani (Simon, 1880) — Perù, Brasile
- Olios menghaiensis (Wang & Zhang, 1990) — Cina
- Olios milleti (Pocock, 1901) — India, Sri Lanka
- Olios minax (O. P.-Cambridge, 1896) — USA, Messico
- Olios minensis (Mello-Leitão, 1917) — Brasile
- Olios mohavensis Fox, 1937 — USA
- Olios monticola Berland, 1924 — Nuova Caledonia
- Olios morbillosus (MacLeay, 1827) — Australia
- Olios mordax (O. P.-Cambridge, 1899) — Madagascar
- Olios mutabilis Mello-Leitão, 1917 — Brasile
- Olios mygalinus Doleschall, 1857 — Arcipelago delle Molucche, Nuova Guinea
  - Olios mygalinus cinctipes Merian, 1911 — Celebes
  - Olios mygalinus nigripalpis Merian, 1911 — Celebes
- Olios nanningensis (Hu & Ru, 1988) — Cina
- Olios naturalisticus Chamberlin, 1924 — Messico
- Olios neocaledonicus Berland, 1924 — Nuova Caledonia
- Olios nigrifrons (Simon, 1897) — Giava
- Olios nigristernis (Simon, 1880) — Brasile
- Olios nigriventris Taczanowski, 1872 — Guiana francese
- Olios nigrovittatus (Keyserling, 1880) — Perù
- Olios niveomaculatus Mello-Leitão, 1941 — Ecuador
- Olios nossibeensis Strand, 1907 — Madagascar
- Olios oberzelleri Kritscher, 1966 — Nuova Caledonia
- Olios obesulus (Pocock, 1901) — India
- Olios obscurus (Keyserling, 1880) — Messico, Costa Rica, Panama
- Olios obtusus (F. O. P.-Cambridge, 1900) — Guatemala
- Olios occidentalis (Karsch, 1879) — Congo
- Olios orchiticus Mello-Leitão, 1930 — Brasile
- Olios ornatus (Thorell, 1877) — Celebes
- Olios oubatchensis Berland, 1924 — Nuova Caledonia
- Olios paalongus Barrion & Litsinger, 1995 — Filippine
- Olios pacifer Lessert, 1921 — Congo, Africa orientale
- Olios paenuliformis Strand, 1916 — Africa occidentale
- Olios pagurus Walckenaer, 1837 — Australia
- Olios paraensis (Keyserling, 1880) — Brasile
- Olios patagiatus (Simon, 1897) — India
- Olios pellucidus (Keyserling, 1880) — Perù
- Olios peninsulanus Banks, 1898 — Messico
- Olios perezi Barrion & Litsinger, 1995 — Filippine
- Olios Perùvianus Roewer, 1951 — Perù
- Olios phipsoni (Pocock, 1899) — India
- Olios pictitarsis (Simon, 1880) — Perù, Brasile
- Olios plumipes Mello-Leitão, 1937 — Brasile
- Olios positivus Chamberlin, 1924 — Messico
- Olios praecinctus (L. Koch, 1865) — Nuovo Galles del Sud
- Olios princeps Hogg, 1914 — Nuova Guinea
- Olios provocator Walckenaer, 1837 — Sudafrica
- Olios pulchripes (Thorell, 1899) — Camerun
- Olios punctipes Simon, 1884 — dall'India a Sumatra
  - Olios punctipes sordidatus (Thorell, 1895) — Myanmar
- Olios puniceus (Simon, 1880) — Perù, Brasile
- Olios punjabensis Dyal, 1935 — Pakistan
- Olios pusillus Simon, 1880 — Madagascar
- Olios pyrozonis (Pocock, 1901) — India
- Olios quinquelineatus Taczanowski, 1872 — Guiana francese
- Olios roeweri Caporiacco, 1955 — Guyana
- Olios rosettii (Leardi, 1901) — India
- Olios rotundiceps (Pocock, 1901) — India
- Olios rubripes Taczanowski, 1872 — Guiana francese
- Olios rubriventris (Thorell, 1881) — Arcipelago delle Molucche, Nuova Guinea
- Olios rufilatus (Pocock, 1899) — Camerun, Congo
- Olios rufus (Keyserling, 1880) — Colombia
- Olios ruwenzoricus Strand, 1913 — Africa centrale
- Olios sanctivincenti (Simon, 1897) — Isola Saint Vincent (Antille)
- Olios sanguinifrons (Simon, 1906) — India
- Olios scalptor Jäger & Ono, 2001 — Taiwan
- Olios scepticus Chamberlin, 1924 — Messico
- Olios schistus Chamberlin, 1919 — USA
- Olios schonlandi (Pocock, 1900) — Sudafrica
- Olios senilis Simon, 1880 — India, Sri Lanka
- Olios sericeus (Kroneberg, 1875) — Georgia, Asia centrale
- Olios sexpunctatus Caporiacco, 1947 — Guyana
- Olios sherwoodi Lessert, 1929 — Congo
- Olios similaris (Rainbow, 1898) — Nuova Guinea
- Olios similis (O. P.-Cambridge, 1890) — Guatemala
- Olios simoni (O. P.-Cambridge, 1890) — Guatemala
- Olios sjostedti Lessert, 1921 — Africa orientale
- Olios skwarrae (Roewer, 1933) — Messico
- Olios socotranus (Pocock, 1903) — Socotra
- Olios somalicus Caporiacco, 1940 — Somalia
- Olios soratensis Strand, 1907 — Bolivia
- Olios spenceri Pocock, 1896 — Sudafrica
- Olios spiculosus (Pocock, 1901) — Sudafrica
- Olios spinipalpis (Pocock, 1901) — Sudafrica
- Olios stictopus (Pocock, 1898) — Sudafrica
- Olios stimulator (Simon, 1897) — India
- Olios strandi Kolosváry, 1934 — Nuova Guinea
- Olios striatus (Blackwall, 1867) — India
- Olios stylifer (F. O. P.-Cambridge, 1900) — Messico, Brasile
- Olios suavis (O. P.-Cambridge, 1876) — Israele, Egitto
- Olios subadultus Mello-Leitão, 1930 — Brasile
- Olios subpusillus Strand, 1907 — Madagascar
- Olios sulphuratus (Thorell, 1899) — Camerun
- Olios sylvaticus (Blackwall, 1862) — Brasile
- Olios tamerlani Roewer, 1951 — Nuova Guinea
- Olios tarandus (Simon, 1897) — India
- Olios tener (Thorell, 1891) — Pakistan, India, Myanmar
- Olios tiantongensis (Zhang & Kim, 1996) — Cina
- Olios tigrinus (Keyserling, 1880) — Perù
- Olios tikaderi Kundu, Biswas & Raychaudhuri, 1999 — India
- Olios timidus (O. P.-Cambridge, 1885) — Yarkand (Cina)
- Olios triarmatus Lessert, 1936 — Mozambico
- Olios trifurcatus (Pocock, 1899) — Camerun
- Olios trinitatis Strand, 1916 — Trinidad
- Olios tuckeri Lawrence, 1927 — Namibia
- Olios valenciae Strand, 1916 — Venezuela
- Olios variatus (Thorell, 1899) — Camerun
- Olios velox (Simon, 1880) — Perù
- Olios ventrosus Nicolet, 1849 — Cile
- Olios vestigator (Simon, 1897) — Africa orientale
- Olios vitiosus Vellard, 1924 — Brasile
- Olios vittifemur Strand, 1916 — Africa centrale
- Olios werneri (Simon, 1906) — Sudan
- Olios wolfi Strand, 1911 — Nuova Guinea
- Olios wroughtoni (Simon, 1897) — India
- Olios xerxes (Pocock, 1901) — dall'Iran all'India
- Olios yucatanus Chamberlin, 1925 — Messico
- Olios zebra (Thorell, 1881) — Arcipelago delle Molucche
- Olios zulu Simon, 1880 — Sudafrica

## Orchestrella
Orchestrella Lawrence, 1965
- Orchestrella caroli Lawrence, 1966 — Namibia
- Orchestrella longipes Lawrence, 1965 — Namibia

## Origes
Origes Simon, 1897
- Origes chloroticus Mello-Leitão, 1945 — Argentina
- Origes pollens Simon, 1897 — Ecuador

## Paenula
Paenula Simon, 1897
- Paenula paupercula Simon, 1897 — Ecuador

## Palystella
Palystella Lawrence, 1928
- Palystella browni Lawrence, 1962 — Namibia
- Palystella namaquensis Lawrence, 1938 — Namibia
- Palystella pallida Lawrence, 1938 — Namibia
- Palystella sexmaculata Lawrence, 1928 — Namibia

## Palystes
Palystes L. Koch, 1875
- Palystes ansiedippenaarae Croeser, 1996 — Sudafrica
- Palystes castaneus (Latreille, 1819) — Sudafrica
- Palystes convexus Strand, 1907 — Madagascar
- Palystes crawshayi Pocock, 1902 — Lesotho
- Palystes ellioti Pocock, 1896 — Africa orientale e centrale
- Palystes flavidus Simon, 1897 — India
- Palystes fornasinii (Pavesi, 1881) — Mozambico
- Palystes hoehneli Simon, 1890 — Kenya, Tanzania
- Palystes johnstoni Pocock, 1896 — Botswana, Zimbabwe, Malawi, Mozambico, Uganda
- Palystes karooensis Croeser, 1996 — Sudafrica
- Palystes leppanae Pocock, 1902 — Sudafrica
- Palystes leroyorum Croeser, 1996 — Sudafrica
- Palystes lunatus Pocock, 1896 — Sudafrica
- Palystes martinfilmeri Croeser, 1996 — Sudafrica
- Palystes perornatus Pocock, 1900 — Sudafrica
- Palystes pinnotheres (Walckenaer, 1805) — Nuovo Galles del Sud, Nuova Caledonia
- Palystes reticulatus Rainbow, 1899 — Isole Santa Cruz (Isole Salomone)
- Palystes spiralis Strand, 1907 — Madagascar
- Palystes stilleri Croeser, 1996 — Sudafrica
- Palystes stuarti Croeser, 1996 — Sudafrica
- Palystes superciliosus L. Koch, 1875 — Africa meridionale

## Panaretella
Panaretella Lawrence, 1937
- Panaretella distincta (Pocock, 1896) — Sudafrica
- Panaretella immaculata Lawrence, 1952 — Sudafrica
- Panaretella minor Lawrence, 1952 — Sudafrica
- Panaretella scutata (Pocock, 1902) — Sudafrica
- Panaretella zuluana Lawrence, 1937 — Sudafrica

## Pandercetes
Pandercetes L. Koch, 1875
- Pandercetes celatus Pocock, 1899 — India
- Pandercetes celebensis Merian, 1911 — Celebes
  - Pandercetes celebensis vulcanicola Merian, 1911 — Celebes
- Pandercetes decipiens Pocock, 1899 — India, Sri Lanka
- Pandercetes gracilis L. Koch, 1875 — Arcipelago delle Molucche, Celebes, Nuova Guinea, Queensland
- Pandercetes isopus Thorell, 1881 — Arcipelago delle Molucche, Nuova Guinea
- Pandercetes longipes Thorell, 1881 — Isola Yule (Papua Nuova Guinea)
- Pandercetes macilentus Thorell, 1895 — Myanmar
- Pandercetes malleator Thorell, 1890 — Malaysia, Isole Aru (Arcipelago delle Molucche)
- Pandercetes manoius Roewer, 1938 — Nuova Guinea
- Pandercetes niger Merian, 1911 — Celebes
- Pandercetes nigrogularis (Simon, 1897) — Giava
- Pandercetes ochreus Hogg, 1922 — Vietnam
- Pandercetes palliventris Strand, 1911 — Nuova Guinea
- Pandercetes peronianus (Walckenaer, 1837) — Nuova Zelanda
- Pandercetes plumipes (Doleschall, 1859) — Sri Lanka, Isola Ambon (Arcipelago delle Molucche), Nuova Guinea
- Pandercetes plumosus Pocock, 1899 — Nuova Britannia (Indonesia)
- Pandercetes regalis Roewer, 1938 — Nuova Guinea

## Parapalystes
Parapalystes Croeser, 1996
- Parapalystes cultrifer (Pocock, 1900) — Sudafrica
- Parapalystes euphorbiae Croeser, 1996 — Sudafrica
- Parapalystes lycosinus (Pocock, 1900) — Sudafrica
- Parapalystes megacephalus (C. L. Koch, 1845) — Sudafrica
- Parapalystes whiteae (Pocock, 1902) — Sudafrica

## Pediana
Pediana Simon, 1880
- Pediana aurochelis Strand, 1907 — Giava
- Pediana horni (Hogg, 1896) — Australia
- Pediana longbottomi Hirst, 1996 — Australia occidentale
- Pediana mainae Hirst, 1995 — Territorio del Nord (Australia)
- Pediana occidentalis Hogg, 1903 — Australia occidentale, Australia meridionale
- Pediana paradoxa Hirst, 1996 — Australia meridionale
- Pediana regina (L. Koch, 1875) — Australia occidentale, Queensland, Nuovo Galles del Sud
  - Pediana regina isopedina Strand, 1913 — Australia centrale
- Pediana temmei Hirst, 1996 — Australia meridionale
- Pediana tenuis Hogg, 1903 — Australia occidentale, Australia meridionale
- Pediana webberae Hirst, 1996 — Territorio del Nord (Australia)

## Pleorotus
Pleorotus Simon, 1898
- Pleorotus braueri Simon, 1898 — Isole Seychelles

## Polybetes
Polybetes Simon, 1897
- Polybetes delfini Simon, 1904 — Cile
- Polybetes germaini Simon, 1897 — Brasile, Paraguay, Argentina
- Polybetes martius (Nicolet, 1849) — Cile, Argentina
- Polybetes obnuptus Simon, 1897 — Bolivia, Argentina
- Polybetes pallidus Mello-Leitão, 1941 — Argentina
- Polybetes parvus (Järvi, 1914) — Paraguay
- Polybetes proximus Mello-Leitão, 1943 — Brasile
- Polybetes punctulatus Mello-Leitão, 1944 — Argentina
- Polybetes pythagoricus (Holmberg, 1875) — Brasile, Guyana, Uruguay, Paraguay, Argentina
- Polybetes quadrifoveatus (Järvi, 1914) — Argentina
- Polybetes rapidus (Keyserling, 1880) — dal Suriname all'Argentina
- Polybetes rubrosignatus Mello-Leitão, 1943 — Brasile
- Polybetes trifoveatus (Järvi, 1914) — Paraguay, Argentina

## Prusias
Prusias O. P.-Cambridge, 1892
- Prusias brasiliensis Mello-Leitão, 1915 — Brasile
- Prusias lanceolatus Simon, 1897 — Brasile
- Prusias nugalis O. P.-Cambridge, 1892 — Messico, Panama
- Prusias semotus (O. P.-Cambridge, 1892) — Panama

## Prychia
Prychia L. Koch, 1875
- Prychia gracilis L. Koch, 1875 — dalla Nuova Guinea alle Isole Figi, Polinesia
- Prychia maculata Karsch, 1878 — Nuova Guinea
- Prychia pallidula Strand, 1911 — Nuova Guinea
- Prychia suavis Simon, 1897 — Filippine

## Pseudomicrommata
Pseudomicrommata Järvi, 1914
- Pseudomicrommata longipes (Bösenberg & Lenz, 1895) — Africa

## Pseudopoda
Pseudopoda Jäger, 2000
- Pseudopoda abnormis Jäger, 2001 — India
- Pseudopoda akashi (Sethi & Tikader, 1988) — India
- Pseudopoda albolineata Jäger, 2001 — Nepal
- Pseudopoda albonotata Jäger, 2001 — Bhutan
- Pseudopoda alta Jäger, 2001 — Nepal
- Pseudopoda amelia Jäger & Vedel, 2007 — Cina
- Pseudopoda ausobskyi Jäger, 2001 — Nepal
- Pseudopoda biapicata Jäger, 2001 — Myanmar
- Pseudopoda bibulba (Xu & Yin, 2000) — Cina
- Pseudopoda birmanica Jäger, 2001 — Myanmar
- Pseudopoda brauni Jäger, 2001 — Nepal
- Pseudopoda cangschana Jäger & Vedel, 2007 — Cina
- Pseudopoda casaria (Simon, 1897) — India
- Pseudopoda chauki Jäger, 2001 — Nepal
- Pseudopoda chulingensis Jäger, 2001 — Nepal
- Pseudopoda confusa Jäger, Pathoumthong & Vedel, 2006 — Laos
- Pseudopoda contentio Jäger & Vedel, 2007 — Cina
- Pseudopoda contraria Jäger & Vedel, 2007 — Cina
- Pseudopoda cuneata Jäger, 2001 — Nepal
- Pseudopoda daliensis Jäger & Vedel, 2007 — Cina
- Pseudopoda dama Jäger, 2001 — Nepal
- Pseudopoda damana Jäger, 2001 — Nepal
- Pseudopoda dao Jäger, 2001 — Thailandia
- Pseudopoda dhulensis Jäger, 2001 — Nepal
- Pseudopoda digitata Jäger & Vedel, 2007 — Cina
- Pseudopoda diversipunctata Jäger, 2001 — Nepal
- Pseudopoda everesta Jäger, 2001 — Nepal
- Pseudopoda exigua (Fox, 1938) — Cina
- Pseudopoda exiguoides (Song & Zhu, 1999) — Cina
- Pseudopoda fissa Jäger & Vedel, 2005 — Vietnam
- Pseudopoda gemina Jäger, Pathoumthong & Vedel, 2006 — Laos
- Pseudopoda gogona Jäger, 2001 — Bhutan
- Pseudopoda gongschana Jäger & Vedel, 2007 — Cina
- Pseudopoda grahami (Fox, 1936) — Cina
- Pseudopoda grasshoffi Jäger, 2001 — Nepal
- Pseudopoda heteropodoides Jäger, 2001 — Nepal
- Pseudopoda hingstoni Jäger, 2001 — India
- Pseudopoda hirsuta Jäger, 2001 — Thailandia
- Pseudopoda houaphan Jäger, 2007 — Laos
- Pseudopoda huberti Jäger, 2001 — Nepal
- Pseudopoda hyatti Jäger, 2001 — Nepal
- Pseudopoda intermedia Jäger, 2001 — Myanmar
- Pseudopoda interposita Jäger & Vedel, 2007 — Cina
- Pseudopoda jirensis Jäger, 2001 — Nepal
- Pseudopoda kalinchoka Jäger, 2001 — Nepal
- Pseudopoda kasariana Jäger & Ono, 2002 — Giappone
- Pseudopoda khimtensis Jäger, 2001 — Nepal
- Pseudopoda kullmanni Jäger, 2001 — Myanmar, Sumatra
- Pseudopoda latembola Jäger, 2001 — Nepal
- Pseudopoda lushanensis (Wang, 1990) — Cina
- Pseudopoda lutea (Thorell, 1895) — Myanmar
- Pseudopoda marmorea Jäger, 2001 — Nepal
- Pseudopoda marsupia (Wang, 1991) — Cina, Thailandia
- Pseudopoda martensi Jäger, 2001 — Nepal
- Pseudopoda martinae Jäger, 2001 — Nepal
- Pseudopoda megalopora Jäger, 2001 — Myanmar
- Pseudopoda minor Jäger, 2001 — India
- Pseudopoda monticola Jäger, 2001 — Nepal
- Pseudopoda namkhan Jäger, Pathoumthong & Vedel, 2006 — Laos
- Pseudopoda nanyueensis Tang & Yin, 2000 — Cina
- Pseudopoda obtusa Jäger & Vedel, 2007 — Cina
- Pseudopoda parvipunctata Jäger, 2001 — Thailandia
- Pseudopoda platembola Jäger, 2001 — Myanmar
- Pseudopoda prompta (O. P.-Cambridge, 1885) — Pakistan, India
- Pseudopoda recta Jäger & Ono, 2001 — Taiwan
- Pseudopoda rivicola Jäger & Vedel, 2007 — Cina
- Pseudopoda roganda Jäger & Vedel, 2007 — Cina
- Pseudopoda rufosulphurea Jäger, 2001 — Thailandia
- Pseudopoda saetosa Jäger & Vedel, 2007 — Cina
- Pseudopoda schawalleri Jäger, 2001 — Nepal

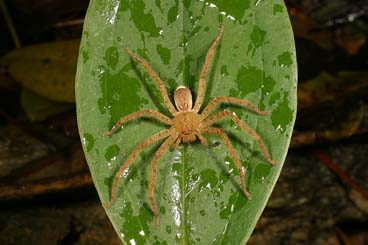
Pseudopoda spirembolus, femmina

- Pseudopoda schwendingeri Jäger, 2001 — Thailandia
- Pseudopoda serrata Jäger & Ono, 2001 — Taiwan
- Pseudopoda shuqiangi Jäger & Vedel, 2007 — Cina
- Pseudopoda signata Jäger, 2001 — Cina
- Pseudopoda sinapophysis Jäger & Vedel, 2007 — Cina
- Pseudopoda sinopodoides Jäger, 2001 — Nepal
- Pseudopoda spiculata (Wang, 1990) — Cina
- Pseudopoda spirembolus Jäger & Ono, 2002 — Giappone
- Pseudopoda taibaischana Jäger, 2001 — Cina
- Pseudopoda thorelli Jäger, 2001 — Myanmar
- Pseudopoda tinjura Jäger, 2001 — Nepal
- Pseudopoda triapicata Jäger, 2001 — Nepal
- Pseudopoda trisuliensis Jäger, 2001 — Nepal
- Pseudopoda varia Jäger, 2001 — Nepal
- Pseudopoda virgata (Fox, 1936) — Cina
- Pseudopoda yinae Jäger & Vedel, 2007 — Cina
- Pseudopoda yunnanensis (Yang & Hu, 2001) — Cina
- Pseudopoda zhangmuensis (Hu & Li, 1987) — Cina
- Pseudopoda zhejiangensis (Zhang & Kim, 1996) — Cina

## Pseudosparianthis
Pseudosparianthis Simon, 1887
- Pseudosparianthis accentuata Caporiacco, 1955 — Venezuela
- Pseudosparianthis ambigua Caporiacco, 1938 — Guatemala
- Pseudosparianthis antiguensis Bryant, 1923 — Antigua
- Pseudosparianthis chickeringi (Gertsch, 1941) — Panama
- Pseudosparianthis cubana Banks, 1909 — Cuba
- Pseudosparianthis fusca Simon, 1887 — Brasile
- Pseudosparianthis jayuyae Petrunkevitch, 1930 — Porto Rico
- Pseudosparianthis megalopalpa Caporiacco, 1954 — Guiana francese
- Pseudosparianthis picta Simon, 1887 — Brasile, Guyana
- Pseudosparianthis ravida Simon, 1897 — Isola Saint Vincent (Antille)
- Pseudosparianthis variabilis F. O. P.-Cambridge, 1900 — Messico

## Remmius
Remmius Simon, 1897
- Remmius badius Roewer, 1961 — Senegal
- Remmius praecalvus Simon, 1910 — Congo
- Remmius quadridentatus Simon, 1903 — Guinea Equatoriale
- Remmius vulpinus Simon, 1897 — Camerun, Congo
- Remmius vultuosus Simon, 1897 — Camerun, Congo

## Rhacocnemis
Rhacocnemis Simon, 1897
- Rhacocnemis guttatus (Blackwall, 1877) — Isole Seychelles

## Rhitymna
Rhitymna Simon, 1897
- Rhitymna ambae Jäger, 2003 — Giava
- Rhitymna bicolana (Barrion & Litsinger, 1995) — Filippine
- Rhitymna deelemanae Jäger, 2003 — Indonesia
- Rhitymna flava Schmidt & Krause, 1994 — Isole Comore
- Rhitymna hildebrandti Järvi, 1914 — Madagascar
- Rhitymna imerinensis (Vinson, 1863) — Madagascar
- Rhitymna ingens Simon, 1897 — Giava, Sumatra, Borneo
- Rhitymna kananggar Jäger, 2003 — Indonesia
- Rhitymna occidentalis Jäger, 2003 — Sri Lanka
- Rhitymna pinangensis (Thorell, 1891) — Malaysia
- Rhitymna plana Jäger, 2003 — Laos, Vietnam
- Rhitymna pseudokumanga (Barrion & Litsinger, 1995) — Filippine
- Rhitymna saccata Järvi, 1914 — Africa orientale
- Rhitymna simoni Jäger, 2003 — Giava
- Rhitymna simplex Jäger, 2003 — Borneo
- Rhitymna tuhodnigra (Barrion & Litsinger, 1995) — Filippine
- Rhitymna verruca (Wang, 1991) — Cina, Laos, Vietnam
- Rhitymna xanthopus Simon, 1901 — Malaysia

## Sagellula
Sagellula Strand, 1942
- Sagellula octomunita (Dönitz & Strand, 1906) — Giappone
- Sagellula xizangensis (Hu, 2001) — Cina

## Sampaiosia
Sampaiosia Mello-Leitão, 1930
- Sampaiosia crulsi Mello-Leitão, 1930 — Brasile

## Sarotesius
Sarotesius Pocock, 1898
- Sarotesius melanognathus Pocock, 1898 — Africa orientale

## Sinopoda
Sinopoda Jäger, 1999
- Sinopoda albofasciata Jäger & Ono, 2002 — Isole Ryukyu
- Sinopoda altissima (Hu & Li, 1987) — Cina
- Sinopoda angulata Jäger, Gao & Fei, 2002 — Cina
- Sinopoda campanacea (Wang, 1990) — Cina
- Sinopoda chongan Xu, Yin & Peng, 2000 — Cina
- Sinopoda dayong (Bao, Yin & Yan, 2000) — Cina
- Sinopoda derivata Jäger & Ono, 2002 — Giappone

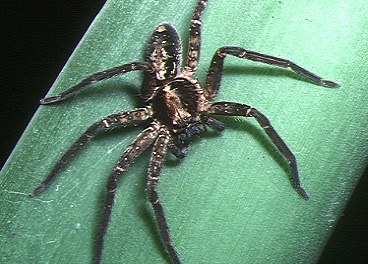
Sinopoda okinawana, femmina

- Sinopoda exspectata Jäger & Ono, 2001 — Taiwan
- Sinopoda fasciculata Jäger, Gao & Fei, 2002 — Cina
- Sinopoda forcipata (Karsch, 1881) — Cina, Giappone
- Sinopoda hamata (Fox, 1937) — Cina
- Sinopoda himalayica (Hu & Li, 1987) — Cina
- Sinopoda koreana (Paik, 1968) — Corea, Giappone
- Sinopoda licenti (Schenkel, 1953) — Cina
- Sinopoda longshan Yin et al., 2000 — Cina
- Sinopoda microphthalma (Fage, 1929) — Malaysia
- Sinopoda minschana (Schenkel, 1936) — Cina
- Sinopoda ogatai Jäger & Ono, 2002 — Giappone
- Sinopoda okinawana Jäger & Ono, 2000 — Isole Ryukyu

- Sinopoda pengi Song & Zhu, 1999 — Cina

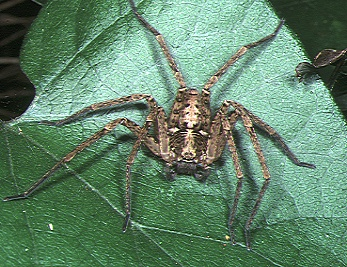
Sinopoda okinawana, maschio

- Sinopoda serpentembolus Zhang et al., 2007 — Cina
- Sinopoda serrata (Wang, 1990) — Cina
- Sinopoda shennonga (Peng, Yin & Kim, 1996) — Cina
- Sinopoda stellata (Schenkel, 1963) — Cina
- Sinopoda stellatops Jäger & Ono, 2002 — Corea, Giappone
- Sinopoda tanikawai Jäger & Ono, 2000 — Giappone
- Sinopoda wangi Song & Zhu, 1999 — Cina
- Sinopoda xieae Peng & Yin, 2001 — Cina

## Sivalicus
Sivalicus Dyal, 1957
- Sivalicus viridis Dyal, 1957 — India

## Sparianthina
Sparianthina Banks, 1929
- Sparianthina selenopoides Banks, 1929 — Panama

## Sparianthis
Sparianthis Simon, 1880
- Sparianthis amazonica Simon, 1880 — Perù, Brasile
- Sparianthis barroana (Chamberlin, 1925) — Panama
- Sparianthis granadensis (Keyserling, 1880) — Colombia

## Spariolenus
Spariolenus Simon, 1880
- Spariolenus megalopis Thorell, 1891 — Isole Nicobare
- Spariolenus secundus Jäger, 2006 — Oman
- Spariolenus taeniatus Thorell, 1890 — Sumatra
- Spariolenus taprobanicus (Walckenaer, 1837) — Sri Lanka
- Spariolenus tigris Simon, 1880 — India, Pakistan, Malaysia

## Spatala
Spatala Simon, 1897
- Spatala flavovittata Simon, 1897 — Venezuela

## Staianus
Staianus Simon, 1889
- Staianus acuminatus Simon, 1889 — Madagascar

## Stasina
Stasina Simon, 1877
- Stasina americana Simon, 1887 — Brasile
- Stasina hirticeps Caporiacco, 1955 — Venezuela
- Stasina japonica Strand, 1906 — Giappone
- Stasina koluene Mello-Leitão, 1949 — Brasile
- Stasina lucasi Bryant, 1940 — Cuba
- Stasina macleayi Bryant, 1940 — Cuba
- Stasina maculifera Dönitz & Strand, 1906 — Giappone
- Stasina manicata Simon, 1897 — Gabon
- Stasina nalandica Karsch, 1891 — Sri Lanka
- Stasina paripes (Karsch, 1879) — Sri Lanka
- Stasina planithorax Simon, 1897 — Malaysia
- Stasina portoricensis Petrunkevitch, 1930 — Porto Rico
- Stasina rangelensis Franganillo, 1935 — Cuba
- Stasina saetosa Bryant, 1948 — Hispaniola
- Stasina spinosa Simon, 1897 — Brasile
- Stasina vittata Simon, 1877 — Filippine

## Stasinoides
Stasinoides Berland, 1922
- Stasinoides aethiopica Berland, 1922 — Etiopia

## Stipax
Stipax Simon, 1898
- Stipax triangulifer Simon, 1898 — Isole Seychelles

## Strandiellum
Strandiellum Kolosváry, 1934
- Strandiellum wilhelmshafeni Kolosváry, 1934 — Nuova Guinea

## Thelcticopis
Thelcticopis Karsch, 1884
- Thelcticopis ajax Pocock, 1901 — India
- Thelcticopis ancorum Dyal, 1935 — Pakistan
- Thelcticopis bicornuta Pocock, 1901 — India
- Thelcticopis bifasciata (Thorell, 1891) — Isole Nicobare
- Thelcticopis biroi Kolosváry, 1934 — Nuova Guinea
- Thelcticopis canescens Simon, 1887 — Isole Andamane, Myanmar
- Thelcticopis celebesiana Merian, 1911 — Celebes
- Thelcticopis convoluticola Strand, 1911 — Isole Aru (Arcipelago delle Molucche)
- Thelcticopis cuneisignata Chrysanthus, 1965 — Nuova Guinea
- Thelcticopis fasciata (Thorell, 1897) — Myanmar
- Thelcticopis flavipes Pocock, 1897 — Arcipelago delle Molucche
- Thelcticopis goramensis (Thorell, 1881) — Malaysia
- Thelcticopis hercules Pocock, 1901 — Sri Lanka
- Thelcticopis humilithorax (Simon, 1910) — Congo
- Thelcticopis huyoplata Barrion & Litsinger, 1995 — Filippine
- Thelcticopis insularis (Karsch, 1881) — Micronesia
- Thelcticopis kaparanganensis Barrion & Litsinger, 1995 — Filippine
- Thelcticopis karnyi Reimoser, 1929 — Sumatra
- Thelcticopis kianganensis Barrion & Litsinger, 1995 — Filippine
- Thelcticopis klossi Reimoser, 1929 — Sumatra
- Thelcticopis luctuosa (Doleschall, 1859) — Giava

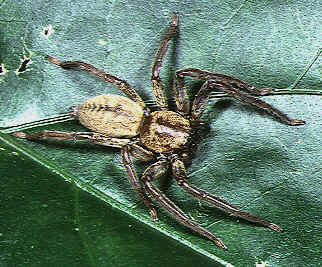
Thelcticopis severa, femmina

- Thelcticopis maindroni Simon, 1906 — India
- Thelcticopis modesta Thorell, 1890 — Malaysia
- Thelcticopis moesta (Doleschall, 1859) — Isola Ambon (Arcipelago delle Molucche)
- Thelcticopis nigrocephala Merian, 1911 — Celebes
- Thelcticopis ochracea Pocock, 1899 — Nuova Britannia (Indonesia)
- Thelcticopis orichalcea (Simon, 1880) — Sumatra, Borneo
- Thelcticopis papuana (Simon, 1880) — Nuova Guinea
- Thelcticopis pennata (Simon, 1901) — Malaysia
- Thelcticopis pestai (Reimoser, 1939) — Costa Rica
- Thelcticopis picta (Thorell, 1887) — Myanmar
- Thelcticopis quadrimunita (Strand, 1911) — Nuova Guinea
- Thelcticopis rubristernis Strand, 1911 — Isole Aru (Arcipelago delle Molucche)

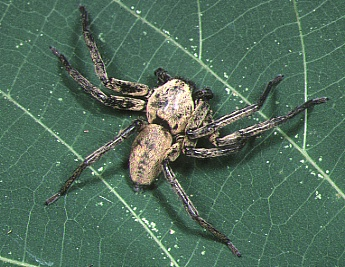
Thelcticopis severa, maschio

- Thelcticopis rufula Pocock, 1901 — India
- Thelcticopis sagittata (Hogg, 1915) — Nuova Guinea
- Thelcticopis salomonum (Strand, 1913) — Isole Salomone
- Thelcticopis scaura (Simon, 1910) — São Tomé
- Thelcticopis serambiformis Strand, 1907 — India
- Thelcticopis severa (L. Koch, 1875) — Cina, Laos, Corea, Giappone
- Thelcticopis simplerta Barrion & Litsinger, 1995 — Filippine
- Thelcticopis telonotata Dyal, 1935 — Pakistan
- Thelcticopis truculenta Karsch, 1884 — São Tomé e Principe (Golfo di Guinea)
- Thelcticopis vasta (L. Koch, 1873) — Isole Figi
- Thelcticopis virescens Pocock, 1901 — India

## Thomasettia
Thomasettia Hirst, 1911
- Thomasettia seychellana Hirst, 1911 — Isole Seychelles

## Tibellomma
Tibellomma Simon, 1903
- Tibellomma chazaliae (Simon, 1898) — Venezuela

## Tychicus
Tychicus Simon, 1880
- Tychicus erythrophthalmus Simon, 1897 — Filippine
- Tychicus gaymardi Simon, 1880 — Arcipelago delle Bismarck
- Tychicus genitalis Strand, 1911 — Nuova Guinea
- Tychicus longipes (Walckenaer, 1837) — Isola Ambon (Arcipelago delle Molucche), introdotto in Olanda
- Tychicus rufoides Strand, 1911 — Isole dell'Ammiragliato

## Typostola
Typostola Simon, 1897
- Typostola barbata (L. Koch, 1875) — Queensland
- Typostola heterochroma Hirst, 1999 — Queensland, Nuovo Galles del Sud
- Typostola pilbara Hirst, 1999 — Australia occidentale
- Typostola tari Hirst, 1999 — Nuova Guinea

## Vindullus
Vindullus Simon, 1880
- Vindullus kratochvili Caporiacco, 1955 — Venezuela
- Vindullus viridans Simon, 1880 — Brasile

## Yiinthi
Yiinthi Davies, 1994
- Yiinthi anzsesorum Davies, 1994 — Queensland
- Yiinthi chillagoe Davies, 1994 — Queensland
- Yiinthi gallonae Davies, 1994 — Queensland
- Yiinthi kakadu Davies, 1994 — Australia occidentale, Territorio del Nord (Australia)
- Yiinthi lycodes (Thorell, 1881) — Nuova Guinea, Queensland
- Yiinthi molloyensis Davies, 1994 — Queensland
- Yiinthi spathula Davies, 1994 — Queensland
- Yiinthi torresiana Davies, 1994 — Queensland

## Zachria
Zachria L. Koch, 1875
- Zachria flavicoma L. Koch, 1875 — Australia occidentale
- Zachria oblonga L. Koch, 1875 — Nuovo Galles del Sud